# Pusporenggo
Pusporenggo is een bestuurslaag in het regentschap Boyolali van de provincie Midden-Java, Indonesië. Pusporenggo telt 2806 inwoners (volkstelling 2010).